# Jean Marsus
Jean Marsus, nom de plume de Marcelle de Clerck, née le 8 juillet 1904 à Bruxelles et morte le 30 novembre 2009, est une femme de lettres belge, auteure de roman policier.

## Biographie
Marcelle Marie Louise Desirée de Clerck naît en 1904 à Bruxelles, fille de Léon Adolphe Desiré de Clerck, employé, et de Marie Louise Federmeÿer, son épouse.
Découverte par Stanislas-André Steeman, elle a créé le personnage de Diana, jeune détective dont les aventures se déroulent principalement en Italie. Pour Michel Lebrun, « ces récits allègrement enlevés dans un style très en vogue à l'époque de la comédie américaine, sont basés sur d'excellentes connaissances de thèmes renouvelés ».
Marcelle de Clerck meurt en 2009,[réf. à confirmer].

## Œuvre

### Romans

#### SérieDiana
- Au pied du Vésuve, L'Essor (1942)
- Bal à Capri, Éditions Maréchal, coll. « Le Sphinx » (1942)
- Le Manuscrit de Tite-Live, Éditions Maréchal, coll. « Le Sphinx » (1942), réédition Éditions A. Beirnaerdt, coll. « Le Jury » (1943)
- Les Jardins de Ravello, Éditions Maréchal, coll. « Le Sphinx » (1943)
- J'écoute aux portes, Éditions A. Beirnaerdt, coll. « Le Jury » no 33 (1942)
- La Mort de Don Juan, Éditions A. Beirnaerdt, coll. « Le Jury » no 52 (1942)
- Le Quai de la Main d'or, Éditions A. Beirnaerdt, coll. « Le Jury » no V (1943)
- Les Châtelains de la solitude, L'Essor (1943)
- La Vestale assassinée, Éditions Maréchal, coll. « Le Sphinx » (1943)
- Les Fleurs du Sophora, L'Essor (1944)
- Après la gloire, Éditions Maréchal (1944)

#### Autres romans
- Le Tombeau de l'augure, Les Argonautes (1946)
- L'Homme du Kalbaka, Durental no 3 (1956)

### Pièces radiophoniques
- Le destin frappe à l'aube, Les Argonautes (1963)
- Le Quai de la Main d'or, Les Argonautes (1963)
- Un train s'est arrêté..., Les Argonautes (1963)

## Sources
: document utilisé comme source pour la rédaction de cet article.
- Claude Mesplède (dir.), Dictionnaire des littératures policières, vol. 2 : J - Z, Nantes, Joseph K, coll. « Temps noir », 2007, 1086 p. (ISBN 978-2-910-68645-1, OCLC 315873361), p. 313.